# Sławomir Latała
Sławomir Latała (w zasadzie Stanisław, ur. 18 grudnia 1949) – polski brydżysta, Arcymistrz, sędzia międzynarodowy brydża sportowego, Dyrektor Biura ZG PZBS (w latach 1999-2016), dziennikarz.
W roku 1996 w Mediolanie uzyskał licencję A i tytuł sędziego Europejskiej Ligi Brydżowej.
W latach 2007..2010 był sekretarzem Komitetu Sędziowskiego Europejskiej Ligi Brydżowej (EBL). Od 2011 roku jest członkiem tego Komitetu oraz Komitetu Młodzieżowego EBL.
Prowadzi krajowe i międzynarodowe kursy sędziowskie. Od 2001 roku był w wielu komisjach sędziowskich zawodów międzynarodowych.
W roku 2004 odznaczony Złotą odznaką PZBS a w 2011 roku Srebrnym Medalem EBL.
Od 2014 jest zastępcą sędziego głównego Światowej Federacji Brydża (World Bridge Federation – WBF)
W czerwcu 2019 został mianowany na funkcję sędziego głównego Europejskiej Ligi Brydżowej.
W latach 1990–2000 w Przeglądzie Sportowym prowadził rubrykę brydżową "Brydżowe Przygody Kubusia Puchatka". Jest autorem licznych publikacji z zakresu prawa brydżowego oraz wykładowcą i egzaminatorem na konferencjach sędziowskich EBL.
Od grudnia 2019 jest radnym Rady Miejskiej w Zakroczymiu.

### Klasyfikacje brydżowe
- Sławomir Latała – klasyfikacja PZBS
- Sławomir Latała – klasyfikacja EBL (ang.)
- Sławomir Latała – klasyfikacja WBF (ang.)